# Angry Machines
Angry Machines to siódmy studyjny album heavymetalowego zespołu Dio, wydany w 1996 roku. Album doszedł do 49 miejsca w zestawieniu Billboard 200.

## Lista utworów
1. "Institutional Man" – 5:00
2. "Don't Tell the Kids" – 4:13
3. "Black" – 3:06
4. "Hunter of the Heart" – 4:06
5. "Stay Out of My Mind" – 6:57
6. "Big Sister" – 5:27
7. "Double Monday" – 2:50
8. "Golden Rules" – 4:46
9. "Dying in America"– 4:31
10. "God Hates Heavy Metal" – 3:45 (utwór dodatkowy)
11. "This Is Your Life" – 3:18

## Twórcy
- Ronnie James Dio – śpiew
- Tracy G – gitara
- Jeff Pilson – gitara basowa
- Vinny Appice – perkusja
- Scott Warren – keyboard